# هیتفیلد، ساسکس شرقی
latitudeهیتفیلد، ساسکس شرقیlongitudeهیتفیلد، ساسکس شرقی
هیتفیلد، ساسکس شرقی (به انگلیسی: Heathfield, East Sussex) یک شهرک در بریتانیا است که در انگلستان واقع شده‌است.